# Vamdrup-Padborg-banen
Vamdrup-Padborg-(Flensborg) er en banestrækning i Sønderjylland, en del af den østjyske længdebane.

## Historie
Strækningen er bygget af den engelske konsortium Peto, Brassey and Betts med en koncession fra den 1. maj 1862, hvor denne bane, samt sidebaner til Tønder, Aabenraa og Haderslev, skulle bygges og drives. Banen skulle finansieret af dem, men jord til banen blev stillet til fri rådighed. Anlægget af banen startede hurtigt og den første delstrækning (Skovkro)-Padborg-Vojens blev åbnet 1. oktober 1864 og den næste strækning Vojens-Vamdrup blev åbnet 1. november 1866.
Efter krigen i 1864 blev banen overtaget af Schleswigsche Eisenbahn Aktien Gesellschaft og i 1883 overført til De Preussiske statsbaner. Strækningen fra grænsen til Vamdrup blev overtaget af de Jysk-Fynske jernbaner. Efter genforeningen i 1920 blev banerne overtaget af DSB.
Det var dobbeltspor fra Padborg til Tinglev i årene 1908 til 1938, hvor det ene spor blev fjernet af militærstrategiske årsager. I 1996 blev dobbeltspor taget i brug imellem Vojens og Tinglev. Der er planer om, at resten af strækningen også skal have dobbeltspor og anlæg af dobbeltspor mellem Vojens og Vamdrup sker i 2014-2015. Det meste af strækningen er forberedt til det, men projektet blev standset, da man i 1960'erne i stedet fik øget kapaciteten ved udskiftning af sikringsanlægene og indførelse fjernstyring. Samtidig med udbygning til dobbeltspor i 1996 blev banen elektrificeret og el-drift blev taget i brug i 1997, da godstrafikken København-Tyskland blev flyttet til Storebæltsforbindelsen. Også i 1996 blev der indført ATC på hele strækningen.

## Stationer
- Vamdrup Station (Vm), forbindelse fra Fredericia-Vamdrup, grænsestation på den danske side indtil 1920
- Farris Station (Fz), grænsestation på den tyske side indtil 1920. Nedlagt som station i 1972, men var fjernstyret krydsningsstation, indtil anlæg af dobbeltspor.
- Sommersted Station (Sst), nedsat til trinbræt i 1971 og nedlagt i 1974, men var fjernstyret krydsningsstation, indtil anlæg af dobbeltspor.
- Jegerup Trinbræt(Je), nedlagt som trinbræt i 1972
- Vojens Station (Oj), forbindelse til Vojens-Haderslev
- Over-Jerstal Station (Ov), nedsat til trinbræt i 1973, nedlagt i 1974, men var krydsningsstation indtil anlæg af dobbeltspor
- Hovslund Station (Hln), nedsat til trinbræt i 1968, nedlagt i 1972, men var krydsningsstation indtil anlæg af dobbeltspor
- Rødekro Station (Rq), forbindelse til Rødekro-Aabenraa og Rødekro-Løgumkloster
- Hjordkær Station (Jk), nedsat til trinbræt i 1970, nedlagt i 1972, men var krydsningsstation indtil anlæg af dobbeltspor
- Bolderslev Station (Bå), nedlagt som trinbræt i 1972, men var krydsningsstation indtil anlæg af dobbeltspor
- Tinglev Station (Te), forbindelse til Tinglev-Tønder og Tinglev-Sønderborg.
- Bajstrup Station (Bas), nedlagt som station i 1966
- Vejbæk Station (Vk), fjernstyret krydsningsstation oprettet 1969.
- Fårhus Station (Faa), blev nedrykket til trinbræt i 1969 og året efter helt nedlagt
- Padborg Station (Pa), grænsestation til Tyskland

Strækningen forsætter videre til Flensborg.

## Trafik
I dag kører DSB Intercity til/fra Sønderborg og Flensborg, regionaltog til/fra Padborg og EuroCity mellem Aarhus / København og Hamborg. Godstog køres af flere forskellige operatører.